# Davina Ingrams, 18. Baroness Darcy de Knayth
Davina Marcia Herbert Ingrams, 18. Baroness Darcy de Knayth DBE (geborene Herbert, * 10. Juli 1938; † 24. Februar 2008) war eine britische Adlige, Politikerin und Sportlerin.

## Leben und Karriere
Davina Marcia Herbert war das einzige Kind von Mervyn Herbert, 17. Baron Darcy de Knayth, und dessen Gattin Vida Cuthbert. Über ihren Großvater väterlicherseits George Herbert, 4. Earl of Powis, stammt sie von Robert Clive, 1. Baron Clive ab. Ihr Vater fiel 1943 als Pilot im Zweiten Weltkrieg. Damit erbte sie seinen Titel, der auch in weiblicher Linie vererbt werden kann.
Herbert studierte u. a. an der Sorbonne in Paris. 1960 heiratete sie den Publizisten Rupert George Ingrams (1939–1964); aus der Ehe gingen ein Sohn und zwei Töchter hervor. 1964 wurde Ingrams bei einem Autounfall schwer verletzt, ihr Ehemann starb an den Folgen des Unfalls. Davina Ingrams war zunächst vom Hals abwärts gelähmt, konnte jedoch später die Arme und den Oberkörper teilweise wieder bewegen.
Ingrams engagierte sich stark im Behindertensport und insbesondere auch für die Paralympics. Sie nahm auch selbst an ihnen teil. Bei den Sommer-Paralympics 1968 gewann sie in Tel Aviv eine Goldmedaille im Schwimmen, vier Jahre später holte sie eine Bronzemedaille im Tischtennis bei den Paralympics in Heidelberg.
Seit 1963, als erstmals weibliche Peeresses zugelassen wurden, hatte sie einen Sitz im House of Lords inne. Dort setzte sie sich ebenfalls insbesondere für die Belange von Menschen mit Behinderungen ein. Auch nach der Reform des Oberhauses 1999 hatte Ingrams bis zu ihrem Tod weiterhin einen Sitz dort als eines der 90 Mitglieder, die von den Trägern erblicher Adelstitel gewählt werden.
Bei ihrem Tod ging der Titel auf ihren Sohn Caspar David Ingrams (* 1962) über.